# إيجيرت غوموندسون
إيجيرت غوموندسون هو لاعب كرة قدم آيسلندي في مركز حراسة المرمى، ولد في 6 أبريل 1964. شارك مع منتخب آيسلندا تحت 21 سنة لكرة القدم ومنتخب آيسلندا لكرة القدم. أما مع النوادي، فقد لعب مع نادي فالكنبرغ ونادي هالمستاد.